# Турейск (Гродненская область)
Туре́йск (бел. Турэйск)— деревня в Орлевском сельсовете Щучинского района Гродненской области Белоруссии.

## История
Первое поселение на территории современной деревни возникло на рубеже ХІ — XII веков. Городок Турийск упоминается в Ипатьевской летописи в 1253 и 1276 годах. Поселение входило в состав Городенского княжества.

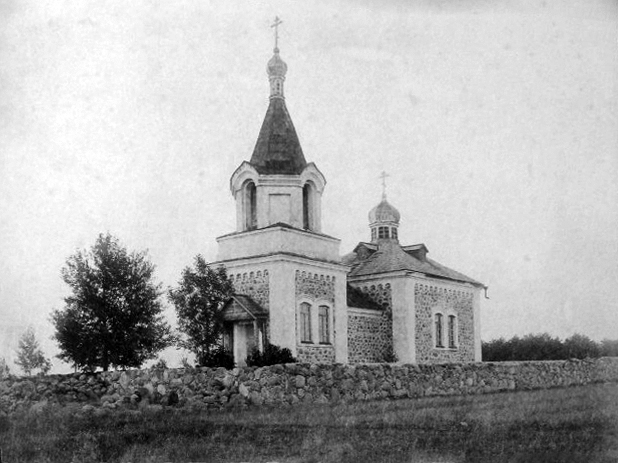
Николаевская церковь

На окраине Турейска, на правобережье Немана, находится городище, состоящее из трёх невысоких холмов. В 1960—1962 годах в окрестностях деревни производились археологические раскопки под руководством К. Т. Ковальской, было найдено множество предметов, датируемых XI—XIII вв.
Среди достопримечательностей Турейска также можно выделить Церковь Николая Чудотворца построенную в 1875 году.

## Достопримечательность
- Городище периода средневековья
- Церковь приход храма Святителя Николая Чудотворца (1875)